# Hobart (Wisconsin)
Pour les articles homonymes, voir Hobart.
Hobart est un village du comté de Brown, dans l'État du Wisconsin, aux États-Unis. En 2020, il comptait une population de 10 211 habitants.